# 岡山県立津山商業高等学校
岡山県立津山商業高等学校（おかやまけんりつつやましょうぎょうこうとうがっこう）は、岡山県津山市山北にある公立の商業高等学校。略称は「津商（つしょう）」または「商業（しょうぎょう）」。岡山県北部における商業教育の拠点校。

## 設置学科
全日制課程
- 商業科
  - 1年生のみ全員
- 地域ビジネス科
  - 将来的な就職先を地元企業をめざし、商業分野のなかでもマナーなどを重視している。
- 情報ビジネス科
  - プログラミングや電子商取引など、現代のIT化を率先して仕事できることをめざし、コンピュータ関連の授業を入れている。

## 沿革
- 1920年（大正9年）3月27日 - 津山町立津山商業学校設立認可。生徒定員300名。
- 1921年（大正10年）
  - 3月31日 - 校舎新築落成。
  - 5月14日 - 校舎落成式並びに開校式挙行。この日を創立記念日とする。
- 1928年（昭和3年）4月1日 - 県営移管、校名を岡山県津山商業学校と改称。
- 1944年（昭和19年）3月17日 - 教育ニ関スル戦時非常措置により岡山県津山商業学校を解消。商業拓殖科を設置し岡山県津山拓殖学校として開校。
- 1946年（昭和21年）4月1日 - 商業拓殖科を廃止し岡山県津山拓殖学校を解消。岡山県津山商業学校に復帰。
- 1948年（昭和23年）4月1日 - 学制改革により岡山県立津山商業高等学校に移行。商業科を設置。
- 1949年（昭和24年）8月31日 - 公立高校再編成により校名を岡山県立津山北園高等学校と改称。
- 1950年（昭和25年）4月1日 - 男女共学となる。
- 1953年（昭和28年）4月1日 - 校名を岡山県立津山商業高等学校と改称。
- 1967年（昭和42年）4月1日 - 貿易科（定員50名）を新設。
- 1984年（昭和59年）4月1日 - 貿易科募集停止。情報処理科（定員90名）を新設。
- 1994年（平成6年）4月1日 - 国際経済科（定員80名）を新設。
- 2007年（平成19年）4月1日 - 商業科、国際経済科、情報処理科募集停止。地域ビジネス科（定員80名）、国際ビジネス科（定員40名）、情報ビジネス科（定員80名）を新設。
- 2015年（平成27年）4月1日 - 国際ビジネス科募集停止。

## 校訓
- 自彊
天地日時の運行は寸時もやまず、しかも永久に変らぬ規律をもって進行するという。人間もこうした大自然の恒久不変の規を参考に、自己と友を練磨し、学業・職務に励まなければいけない。自彊とは、努力してやまず、変らぬ四季の運行に模して、常に反省・学習することである。

## 年間行事
- 4月 - 入学式
- 7月 - 音楽祭
- 9月 - 自彊祭（じきょうさい）
- 10月 - 津商モール（全生徒での販売実習）
- 2月 - 球技大会
- 3月 - 卒業式

## 学校生活
- クラス分けは下記の通り。
  - 地域ビジネス科：1組、2組
  - 情報ビジネス科：3組、4組

- 「簿記」や「情報処理」など商業高校の特色でもある科目の資格取得を目指す。また英語系の検定も取得奨励している。
- パンなど軽食を売っている売店がある。
- 1967年（昭和42年）、不祥事（元部員の暴力事件）の責任を取り、第39回選抜高等学校野球大会の内定を辞退した。
- 学校マスコット「つーちゃん」が制定されている。
- 校内には生徒が自由に使用して良いトレーニングルームがある。
- 朝のSHRの前に10分間の「朝読」がある。
- 国家資格の基本情報技術者試験（FE）の午前科目免除制度の認定校となっている[1][2]。

## 制服
- 男子
白カッターシャツに茶、エンジのいずれかのネクタイ（正装は茶）、紺のブレザー、グレーのスラックスを着用。これが基本スタイルで、夏は半袖カッターシャツを着用する。なお、夏はネクタイをはずしても良い。
- 女子
白ブラウスに茶、エンジ（正装は茶）のいずれかのリボン、紺のブレザー、チェック柄のブラウンのスカートを着用。これが基本スタイルとなる。夏はベージュを基調としたセーラーブラウスがあり、これには専用のリボンをつける。リボンと同じ柄の黒とベージュを重ねたスカートを着用する。女子については初夏、秋にはブレザーの代わりに同じ紺のベストも着用できる。

## 部活動

### コンピュータ部・ワープロ部
日本情報処理協会検定主催
- 第18回全国パソコン技能競技大会（2004年）
  - 団体準優勝（情報処理競技）
  - 個人優勝（情報処理競技）
  - 団体準優勝（日本語ワープロ競技）
- 第19回全国パソコン技能競技大会（2005年）
  - 団体優勝（情報処理競技）
  - 団体3位（日本語ワープロ競技）
- 第20回全国パソコン技能競技大会（2006年）
  - 団体優勝（情報処理競技）
  - 個人優勝（情報処理競技）
- 第21回全国パソコン技能競技大会（2007年）
  - 団体優勝（情報処理競技）
  - 個人優勝（情報処理競技）
- 第22回全国パソコン技能競技大会（2008年）
  - 団体優勝（情報処理競技）
  - 個人優勝（情報処理競技）
- 第23回全国パソコン技能競技大会（2009年）
  - 団体優勝（情報処理競技）
  - 個人優勝（情報処理競技）
  - 団体3位（日本語ワープロ競技）
- 第25回全国パソコン技能競技大会（2011年）
  - 団体3位（情報処理競技）
- 第26回全国パソコン技能競技大会（2012年）
  - 団体3位（情報処理競技）
- 第27回全国パソコン技能競技大会（2013年）
  - 団体3位（情報処理競技）
- 第28回全国パソコン技能競技大会（2014年）
  - 団体3位（情報処理競技）
  - 個人3位（情報処理競技）
- 第29回全国パソコン技能競技大会（2015年）
  - 団体3位（情報処理競技）

岡山県高等学校商業教育協会主催
- 第102回岡山県高等学校商業実務競技大会（2006年）
  - 団体総合優勝
  - 情報処理の部 団体優勝・個人優勝
  - ワープロの部 団体優勝
- 第103回岡山県高等学校商業実務競技大会（2007年）
  - ワープロの部 団体優勝・個人優勝

### ソフトボール部
- 全日本高等学校女子ソフトボール選手権出場（2007年、2011年）
- 全国高等学校ソフトボール選抜大会出場（2010年）

## 著名な出身者
- 井口浩之（お笑い芸人、ウエストランド）
- 河中あい（元グラビアアイドル）
- 河本太（お笑い芸人、ウエストランド）
- 中室幹雄（元プロ野球選手）
- 西山敏明（元プロ野球選手）
- 服部昇大（漫画家）
- 福井保夫（元プロ野球選手）
- 宮地昭範（元津山市長）
- 矢山有作（元衆議院議員）